# Myanmarische Badminton-Mannschaftsmeisterschaft
Myanmarische Badminton-Mannschaftsmeisterschaften werden seit der Saison 1952 ausgetragen. Sie starteten als Meisterschaften der Distrikte und wurden von Meisterschaften der Divisionen des Landes ersetzt.

## Titelträger der Divisionsmeisterschaften
| Saison    | Herrenteam        | Damenteam         |
| --------- | ----------------- | ----------------- |
| 1958      | Pegu              | Tenasserim        |
| 1963      | Sagaing           | Mandalay          |
| 1964      | nicht ausgetragen | nicht ausgetragen |
| 1965      | Rangun            | Mandalay          |
| 1966      | Shan State        | Mandalay          |
| 1967      | Shan Division     | Tenasserim        |
| 1968 2024 | keine Daten       | keine Daten       |

## Titelträger der Distriktmeisterschaften
| Saison | Sieger               |
| ------ | -------------------- |
| 1952   | Tharrawaddy District |
| 1953   | Mandalay District    |
| 1954   | Mandalay District    |